# 田中覚
田中 覚（たなか さとる、1909年（明治42年）12月15日 - 2002年（平成14年）8月10日）は、日本の政治家で、三重県知事（5期）、衆議院議員（1期）を務めた。三重県四日市市塩浜地区出身。学歴は東京帝国大学卒業である。元四日市市長の加藤寛嗣は従兄弟である。1944年（昭和19年）佐藤喜代子と結婚して、2女をもうける。喜代子と死別後の1975年（昭和50年）には元総理大臣三木武夫の妻睦子の妹である三重子と再婚した。元衆議院議員の松崎哲久は義理の息子、映画監督として人気のあった藤田敏八は甥（姉の子）である。

## 来歴・人物
1909年（明治42年）12月15日、三重県四日市市蔵町の母の実家で生まれる。塩浜尋常小学校、塩浜高等小学校、三重県立第二中学校（現・四日市高校）から東京府立第五中学校（現・小石川高校）へ転校して、第八高等学校 (旧制)を経て東京帝国大学農学部農業経済学科を卒業した。1934年（昭和9年）農林省（現在の農林水産省）に入省。1940年（昭和15年）に応召するも、3年後に帰還して、戦後は経済安定本部（後の経済企画庁）に出向して加工食品課長を務める。1950年（昭和25年）、三重県へ出向して農林部長・農地部長・企画本部長を兼務し、宮川総合開発事業に携わった。1953年（昭和28年）に農林省に戻り官房調査課長に就くが、1955年（昭和30年）に辞職して4月の三重県知事選挙に出馬した。このときは自由党・民主党が現職の青木理を推したため、右派社会党・左派社会党の支援を得て初当選した。この時45歳で、当時としては全国最年少知事であった。この知事選では社会党の支援を得たが、県議会では保守系の農政会や自由民主党が与党となった。

### 三重県知事時代
5期17年の知事任期中は、産業振興に尽力して以下の政策を実施した。
- 道路網の整備
- 治水事業
- 伊勢・志摩・長島町・湯ノ山温泉・伊賀を中心とする観光開発事業
- 伊勢湾台風からの復興
- 鈴鹿市に自動車産業の本田技研工業を誘致

特筆すべきは、石油化学産業による重工業化の推進ために四日市コンビナートを造成したことと、その後の公害（四日市ぜんそく）対策である。1955年（昭和30年）8月に旧海軍第二燃料廠跡地が払い下げられ、四日市第1コンビナートの建造が始まったが、これにあたって国道1号・国道23号・四日市港などの整備を進め、さらに第2コンビナート（午起地区）・第3コンビナート（霞ヶ浦地区）の埋め立て・四日市コンビナートの誘致などに積極的に取り組んだ。これにより、それまで赤字財政に苦しんでいた三重県も、県民経済計算による三重県の生産所得（GDP）が飛躍的に向上し、各種インフラの整備も進んだ。しかし1958年（昭和33年）にコンビナートが操業を開始すると、まもなく大気汚染によって四日市ぜんそくとして知られる公害病が蔓延することになる。第2コンビナートの操業が始まった1963年（昭和38年）には市全域で大気汚染が深刻化したため、全国初の公害対策室を設置して対策に取り組み、1972年（昭和47年）には国の規制値を上回る三重県公害防止条例を制定した。同じ年に四日市公害裁判で原告勝訴の一審判決が下ると、被告企業に働きかけて控訴を断念させ、原告側の研究者であった吉田克己を所長とする公害センターや、被害者救済のための公害対策協力財団を発足させるなど、抜本的解決に向けて奔走することになる。

### 国政転出後
1972年（昭和47年）、知事5期目の途中で田中角栄、三木武夫の説得に応じて自民党三木派から第33回衆議院議員総選挙に旧三重1区で立候補して当選する。公害対策並びに環境保全特別委員会・社会労働委員会・法務委員会などで活動をして、1973年（昭和48年）には公害健康被害補償法を実現した。しかし1976年（昭和51年）の選挙では、三木おろしのあおりを受けて落選する。翌1977年（昭和52年）には参議院選挙に三重地方区から新自由クラブ公認で立候補するが落選する。1980年（昭和55年）の総選挙にも出馬したが落選した。

### 晩年
戦後日本の重化学工業化の先陣を切ったという自負とともに、公害を出したことに対する慚愧の念があったらしく、周囲にはたびたび「罰があたる」と漏らしていた。1992年（平成4年）に脳梗塞で倒れ、その後（公害とは無関係な）心臓ぜんそくを発症するが、本人は四日市ぜんそくにかかったといって譲らなかった。2002年（平成14年）8月10日午後10時30分に心不全のため、三重県四日市市の病院で逝去した。享年92。